# Bart Caron
Bart Caron (Wervik, 31 juli 1955) is een Belgisch voormalig politicus voor Groen.

## Levensloop
Bart Caron werd geboren op honderd meter van de Frans-Belgische grens. Hij liep school bij de Broeders Maristen te Wervik en later te Bissegem. Zijn secundaire opleiding kreeg hij in het Sint-Amandscollege in Kortrijk, alwaar hij in 1973 afstudeerde in de richting Latijn-wetenschappen. Vervolgens volgde hij tot 1976 een opleiding maatschappelijk werk aan het Ipsoc te Kortrijk. Bijna twintig jaar later, in 1995, behaalde hij een licentiaatsdiploma in de sociale en culturele agogiek aan de Vrije Universiteit Brussel.
Zijn beroepscarrière vatte hij aan bij OHK, een jeugdclub voor kansarme jeugd te Oostende. Later ging hij (deeltijds) aan de slag bij de Regionale Welzijnsraad te Kortrijk, daarnaast was hij van 1976 tot 1996 werkzaam als cultuurfunctionaris voor de stad Kortrijk te Marke. Voorts was hij van 1996 tot 1998 stafmedewerker bij de Vlaamse Vereniging van Steden en Gemeenten en van 1998 tot 1999 algemeen coördinator van het project Brugge, Culturele Hoofdstad van Europa in 2002.
Caron deed van 1999 tot 2004 zijn eerste politieke ervaring op als raadgever en vanaf 2002 kabinetschef van de Vlaams minister van Jeugd en Cultuur Bert Anciaux en diens opvolger Paul Van Grembergen. Na de derde rechtstreekse Vlaamse verkiezingen van 13 juni 2004 kwam hij eind juli 2004 voor de kieskring West-Vlaanderen in het Vlaams Parlement terecht als opvolger van Renaat Landuyt, die de overstap maakte naar de federale regering. Tot april 2008 zetelde hij voor Spirit, van april tot december 2008 voor de VlaamsProgressieven (de nieuwe naam voor Spirit), van december 2008 tot juni 2009 zetelde hij als onafhankelijke, eerst kortstondig binnen de sp.a-fractie, vanaf februari 2009 buiten een fractie. Caron ergerde zich aan de wijze waarop Anciaux werd onthaald en hijzelf uitgejouwd werd op de nieuwjaarsreceptie van de sp.a in Kortrijk, en besloot als onafhankelijke te gaan zetelen. Enkele maanden later - in juni 2009 - trad hij toe tot Groen! (sinds 2012 Groen).
Ook na de Vlaamse verkiezingen van 7 juni 2009 en van 25 mei 2014 bleef hij Vlaams volksvertegenwoordiger. In 2019 kwam hij niet meer op en stopte hij met actieve politiek. Als Vlaams Parlementslid was Caron vast lid van de commissies Buitenlands Beleid, Europese Aangelegenheden, Internationale Samenwerking en Toerisme (2004-2006), Cultuur, Sport, Jeugd en Media (2004-2007) en Welzijn, Volksgezondheid en Gezin (2005-2009) en was hij van 2009 tot 2014 ondervoorzitter en van 2014 tot 2019 voorzitter van de commissie Cultuur, Jeugd, Sport en Media.
In januari 2020 werd door zijn partij wel nog aangesteld als lid van de raad van bestuur van de VRT. Hij werd ook bestuurder van de Hogeschool West-Vlaanderen en voorzitter en bestuurder bij verschillende artistieke en culturele organisaties.
Daarnaast was hij van 2007 tot 2014 ook gemeenteraadslid van Kortrijk.

### Persoonlijk
Bart Caron is getrouwd en heeft vijf kinderen. In zijn vrije tijd treedt hij als contrabassist op in de begeleidingsgroep van Willem Vermandere.